# Demodex brevis

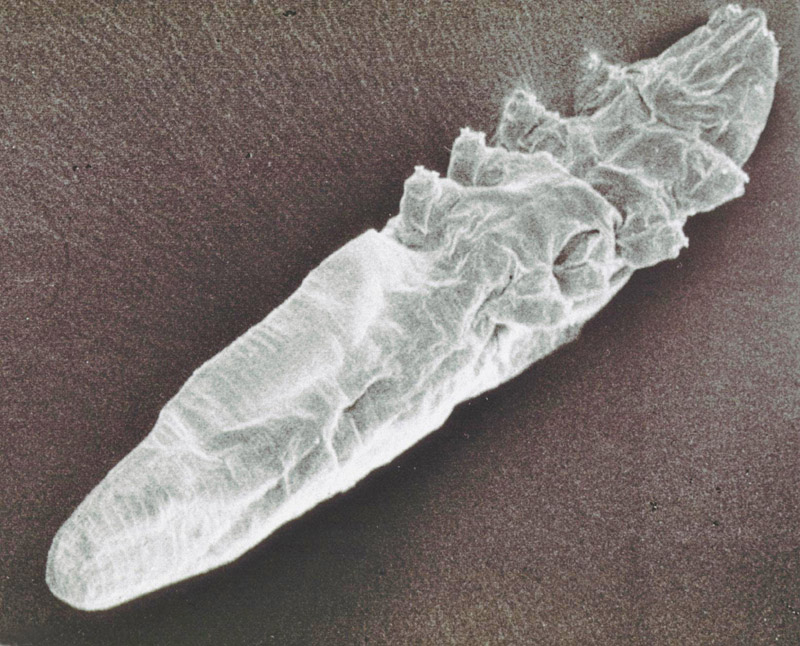
Demodex di animale domestico

Demodex brevis è una delle due specie di acaro del viso assieme a Demodex folliculorum.

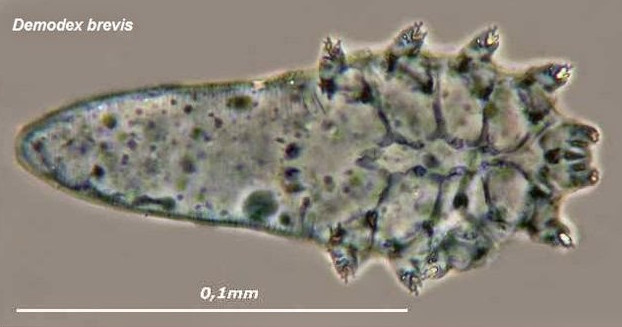
Fotografia presa al microsopio di demodex brevis, quello della specie umana

I due acari sono molto simili fra loro, ma presentano delle differenze. Demodex brevis, molto più  corto, si trova solitamente profondamente all'interno delle ghiandole sebacee del corpo umano mentre Demodex folliculorum si riproduce sui follicoli. Demodex brevis si riproduce internamente alle ghiandole sebacee.
In condizioni normali non sono nocivi e vengono classificati come commensali, cioè non producono né danni e né benefici al corpo, altrimenti in condizioni di infezione (demodicosi) sono considerati come parassiti e quindi possono essere dannosi.